# 민무회
민무회(閔無悔, ? ~ 1416년 1월 13일)는 조선 전기의 문신으로 본관은 여흥(驪興)이다. 대광보국 민변의 손자이자 여흥부원군 민제(閔霽)와 부부인 송씨의 아들이다. 태종의 비 원경왕후(元敬王后)와 민무구, 민무질, 민무휼의 동생이다. 세종대왕의 외삼촌이다.
아버지 민제와 어머니 송씨 사이에서 4형제 중 막내로 태어났다.
1403년 사은사로 명나라에 다녀왔으며 그해 여흥군에, 1407년 이성군에, 1410년 여산군에 봉해졌다.
1414년 한성부윤을 거쳐 이듬해엔 공안부윤을 역임했다.
1415년 불충한 말을 하였다고 탄핵되어 청주에 유배되었다가 1416년 형 민무휼과 함께 사약을 받아 죽었다.

## 가족 관계
- 할아버지 : 민변(閔忭, ? ~ 1377)
- 아버지 : 민제(閔霽, 1339 ~ 1408)
- 어머니 : 부부인 여산송씨
- 형 : 민무구(閔無咎, 1369년 ~ 1410년3월17일)
- 조카 : 민추
- 형 : 민무질(閔無疾, 1372년 ~ 1410년3월17일)
- 형수 : 청주한씨 한상환의 딸
- 조카 : 민촉
- 조카 : 민분
- 조카 : 민삼
- 조카 : 민씨
- 조카 : 민씨
- 조카 : 민씨
- 형 : 민무휼(閔無恤, ? ~ 1416년1월13일)
- 조카 : 민씨
- 조카 : 민씨
- 조카사위 : 심준 영의정 심온의 아들
- 누이 : 원경왕후
- 조카 : 정순공주
- 조카 : 경정공주
- 조카 : 경안공주
- 조카 : 양녕대군
- 조카 : 효령대군
- 조카 : 세종대왕(世宗大王)
- 조카 : 정선공주
- 조카 : 성녕대군

## 민무회를 연기한 배우
- 최진걸 - 1973년 세종대왕 KBS
- 조인표 - 1996년 용의 눈물 KBS
- 이우석 - 2008년 대왕 세종 KBS